# Gabarret
Gabarret – miejscowość i gmina we Francji, w regionie Nowa Akwitania, w departamencie Landy.
Według danych na rok 1990 gminę zamieszkiwało 1335 osób, a gęstość zaludnienia wynosiła 79 osób/km² (wśród 2290 gmin Akwitanii Gabarret plasuje się na 320. miejscu pod względem liczby ludności, natomiast pod względem powierzchni na miejscu 661.).